# AKI-コレ
『AKI-コレ』（アキコレ）は、日本の女性アーティストであるAKINO from bless4のファッションイベント。正式名称は、AKINO's Fashion Collection【AKI-コレ】と表記される。自身がデザイン・制作を手掛けるライヴ衣装を対象とした服飾製品の販売と、それに付随するファッションショー、及び音楽ライヴを主なコンテンツとしている。

## 歴史
川満アート・テイメント主催の下、所属アーティストであるAKINO from bless4がデザイン・制作を手掛けるセルフブランド『美YOU-T』を主な対象としたイベント。
イベントは2014年12月にbless4スタジオではじまり、不定期で開催されている。展示会のみの開催、もしくはオーディションによって選抜されたモデル達がAKINOの衣装を着用し、彼女のライヴで披露する形式もある。はじめての試みは2014年9月20日に開催されたAKINOの2度目のワンマンライヴ『KAKUMEI』において、モデルを起用したファッションショーが行われた。現在、AKINOのワンマンライヴでは、このスタイルのファッションショーの併催が恒例となっている。
近年では外部のイベントに参加するケースも多く、2023年にはサステナブルファッションフェス（会場：新百合ヶ丘OPA）にて、自身監修のファッションショーを披露した。

## 沿革
※特記なき限り開催場所はbless4スタジオ

### AKINO's Fashion Collection【AKI-コレ】
| # | 開催日            | タイトル          | 形態       | 会場        |
| - | ----------------- | ----------------- | ---------- | ----------- |
| 1 | 2014年12月20日    | 第1回 AKI-コレ    | 展示会     |             |
| 2 | 2015年11月7日     | 第2回 AKI-コレ    | 音楽ライヴ | CLUB CITTA' |
| 3 | 2016年4月23日     | 第3回 AKI-コレ    | 展示会     |             |
| 4 | 2022年12月3 - 5日 | AKINOこれくしょん | 展示会     |             |

### 合同・参加イベント
2023年
- サステナブルファッションフェス（4月21 - 23日 / 新百合ヶ丘OPA）[11]
- 禅寺丸柿まつり ファッションショー（10月14日 / 柿生駅南口広場）[12][13][14]
- Yumechalle Runway（12月15日 / 大阪市中央公会堂）
- オーパ de WAKUWAKU 冬支度（12月20 - 翌月3日 / 新百合ヶ丘OPA）

2024年
- サステナブルファッションフェス（4月18 - 21日 / 新百合ヶ丘OPA）[15]
- Cosfest 2024 Where Dreams Are Born（8月10 - 11日 / マリーナベイ・サンズ）[16]
- アップサイクルフェス2024（8月17 - 18日 / 川崎市コンベンションホール）[17][18]
- 禅寺丸柿まつり ファッションショー（10月12日 / 柿生駅南口広場）
- まるっとサステナファッションショー（11月16日 / キラリデッキステージ）[19]

## GALLERY

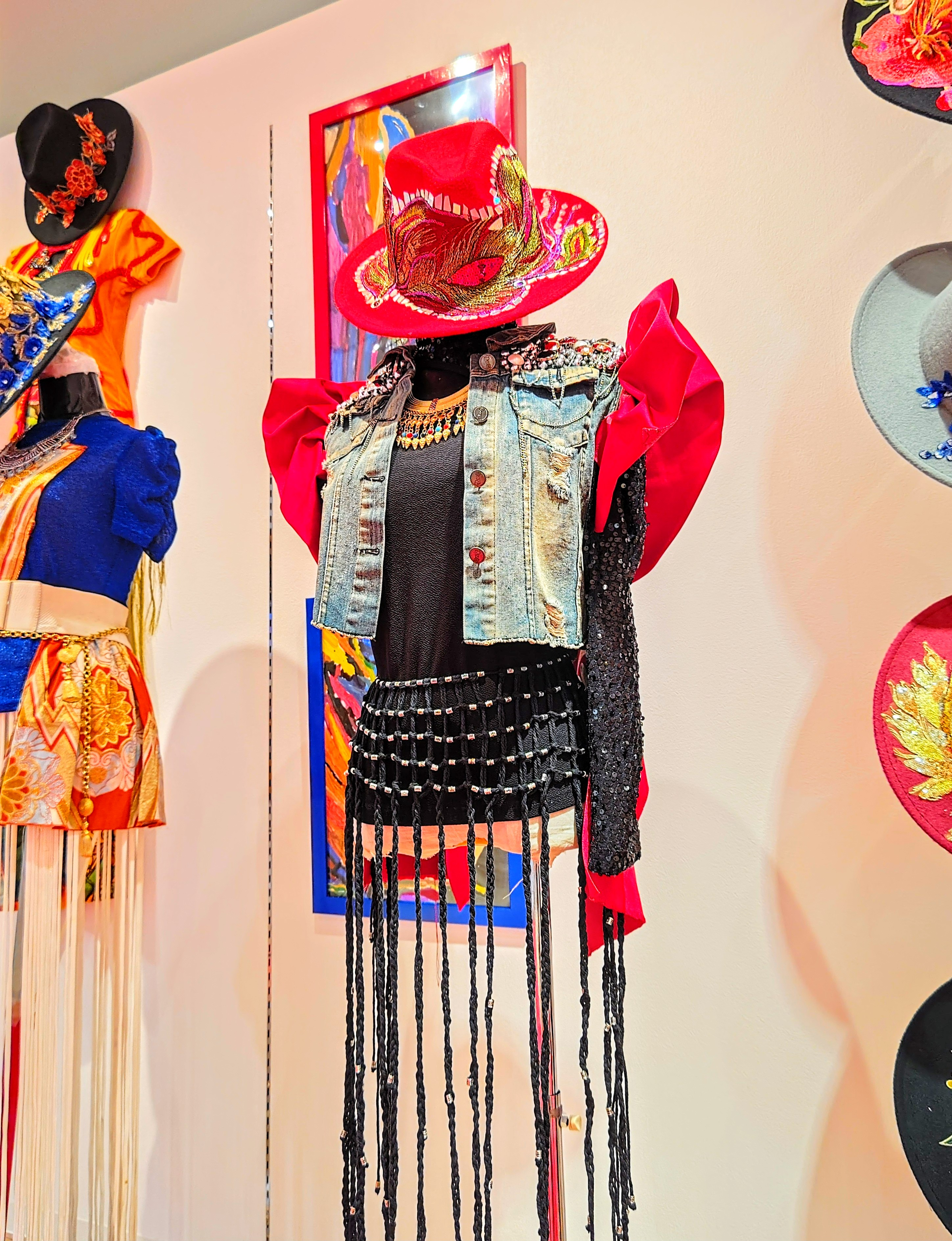
AKINOによる手作りライヴ衣装
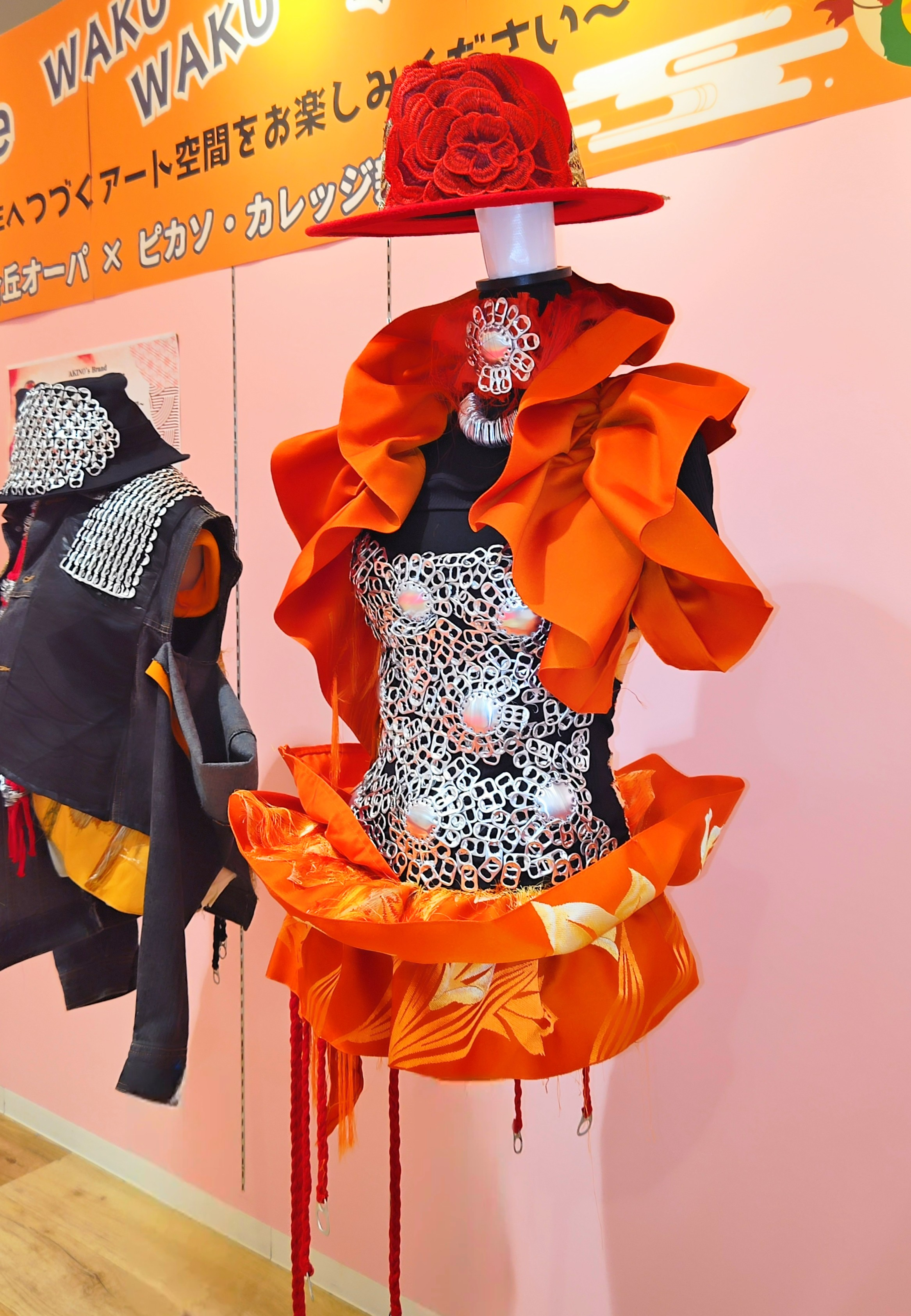
AKINOによるリユース衣装

## スタッフ・クレジット

### 制作スタッフ
- 主催：川満アート・テイメント
- デザイン・制作：AKINO
- 協力：bless4
- 美術：HARU川満

### 公式モデル
- Haruna（AMW）

### 使用楽曲
※ファッションショー内で使用されたタイトル
- 「創聖のアクエリオン」
- 「海色」
- 「エクストラ・マジック・アワー」
- 「ZERO ゼロ」
- 「What Am I Fighting For」
- 「Jet Coaster Ride」ほか

## コンテスト
| 開催年 | コンテスト                             | 受賞者 |
| ------ | -------------------------------------- | ------ |
| 2014年 | 『KAKUMEI』T-シャツ デザインコンテスト | Emiko  |

## 一般販売
※いずれもAKINOによる手作りの作品
- 15周年記念ネックレス（2021年）
- Decoration Arrange Collage HAT（2022年）
- プルタブ ネックレス（2022年）
- 愛してる♪ キャップ（2025年）